# Ikonografie
Ikonografie (z řečtiny ikon – obraz, grafein – psát, doslovně obrazopis) je jedno z odvětví dějin umění, které se zabývá popisem, klasifikací a interpretací různých zobrazení. Důležitá je mimo jiné při interpretaci různých mytologických výjevů, kdy může objasnit skutečnosti, které se nezachovaly prostřednictvím textových památek. Často interpretované výjevy jsou z oblasti náboženství – může se jednat např. o křesťanskou či buddhistickou ikonografii. Jde o umělecko-historickou srovnávací metodu zabývající se popisem a klasifikací námětů výtvarného umění – rozebírá jejich typologii, atributy aj. Tato metoda také napomáhá při datování, určování původu a ověřování pravosti uměleckých děl.
Ikonografie a ikonologie jako disciplína spadá do oblasti teorie umění. Snaží se zachytit různé aspekty díla, ať už se jedná o aluze na jiná výtvarná díla, nebo o zachycení různých společenských, kulturních, náboženských faktů či v kombinaci obojího.
Samotný pojem ikonografie je odvozen ze dvou řeckých slov, a to eikon a graphen, v doslovném překladu tedy znamená popis obrazu, což je nejvýstižnější pro samotnou definici této disciplíny.

## Historie
Nejstarší pokusy o ikonografický rozbor nalezneme již v pozdní antické literatuře druhého století. Šlo o popisy uměleckých děl s morálním ponaučením, které se nazývaly ekfraseis a sloužily k pobavení čtenáře. V období středověku nenajdeme mnoho zmínek o podobných pokusech o popis obrazu, zabývali se jím zejména teologové např. svatý Augustin, svatý Ambrož, Theodulf, Adembrand a další. Podle nich mělo umění sloužit především ke vzdělávání. Avšak v období renesance se stal ikonografický popis (tehdy nazývaný iconologia) základní výbavou nejen výtvarníků, ale i básníků a rétorů. Stěžejní prací tohoto období se stala ikonologická encyklopedie Iconologia Cesareho Ripy z roku 1593.
Jako samostatná odborná disciplína se ikonografie v teorii umění začíná prosazovat a rozvíjet na přelomu 19. a 20. století díky zájmu o starší výtvarná díla, zejména díky zájmu o středověk v období romantismu. V meziválečném období se již prosadila do oboru dějiny umění natrvalo a především díky nové metodické škole dějin umění se prosadila po druhé světové válce jako jeden z hlavních metodických postupů. Na kritickou ikonologii, jak ji pojmenoval její zakladatel Aby M. Warburg, měla vliv kulturní historie a sociální psychologie. Erwin Panofsky, žák toho německého historika umění, ji metodologicky ukotvil a kodifikoval. Vycházel přitom především z teorie umění Vídeňské školy.

## Význam uměleckého díla
V námětu neboli významu uměleckého díla můžeme rozlišit tři vrstvy:
1. Prvotní neboli přirozený význam, který se dále dělí na faktický a výrazový – spadá do předikonografického popisu.
2. Druhotný neboli konvenční význam – ten zkoumáme při ikonografické analýze.
3. Vnitřní význam neboli obsah – spadá již do ikonologické syntézy.

## Metody
Interpretovat ikonografickým způsobem můžeme jakékoliv výtvarné dílo, protože nejde o kvalitativní hodnocení. Hlavním úkolem ikonografie je určit co je na výtvarném díle zobrazeno a poté se snažit určit hlubší význam díla, tedy co autor dílem chtěl říci. Tento proces zahrnuje podle Panofského tři fáze:
1. Předikonografický popis zahrnuje naše senzibilní vnímání. Jde o pseudo-formální analýzu, která pracuje se stylem a snaží se zachytit přirozený význam. Přistupujeme k obrazu zcela subjektivně a popisujeme pouze to, co na obraze vidíme.
2. Při ikonografické analýze již musíme mít nějaké kulturní povědomí a popis je inteligibilní. Jde totiž o analýzu literárních pramenů, pojmů a interpretaci. Zjišťujeme konvenční význam.
3. Ikonologická syntéza se snaží zachytit vnitřní význam díla, tedy o popsání symboliky obrazu. V této fázi musíme mít povědomí o dějinách umění, abychom mohli symboly nalézt. Ovšem samotný smysl symbolu je tvůrci díla skryt, tvoří jej nevědomě.

Příklady použití symboliky v ikonografickém popisu

## Základní pojmy

### Atribut
Atribut (z latiny – znak, přívlastek) je zvláštním typem symbolu, výtvarném umění (v ikonografii) – tak označujeme předmět symbolického významu, který je rozpoznávacím znamením zobrazené osoby, postavy – světce, postavy z Bible, historie nebo mytologie, či personifikace.
Atributem může být lidská postava, živočich, rostlina, věc nebo určité rysy oděvu, které se časem stávají typickým pro znázornění určité osoby (světci, evangelisté, olympští bohové, známé historické osobnosti), bytosti nebo personifikovaného pojmu. Jsou to většinou charakteristické momenty z jejich života nebo poznávací znamení jejich vlastností, zázraků, mučednictví a patronátů , které s nimi byly v průběhu ikonografické tradice pevně spojeny. Atributy v tomto smyslu mají pouze osoby a bytosti často zobrazované: antičtí bohové, legendární bytosti, světci, později také slavné světské (historické) osobnosti a personifikované alegorie a pojmy.
Dva základní typy atributů:
1. atributy klasifikující (všeobecné, povšechné), které vypovídají pouze o příslušnosti svého nositele k určité skupině (příklady: maršálská hůl – vojevůdce, biskupská hůl a mitra, palma mučedníků, řádová roucha řádových světců, knihy nebo svitky proroků a Sybil.
2. atributy identifikující (individuální, osobní), které konkrétně určují svého nositele (např. nůž – sv. Bartoloměj, kolo – sv. Kateřina, šípy – sv. Šebestián).

### Personifikace
Personifikace – pod tímto pojmem obvykle rozumíme zobrazení abstraktního pojmu pomocí jedné lidské postavy, oblečené nebo nahé, která je určená nějakým atributem, jehož úkolem atributu je vypovídat o charakteru či vlastnosti personifikovaného pojmu.

### Alegorie
Alegorie (z řečtiny allegorein – říci jinak nebo obrazně mluvit) je ve výtvarném umění jinotajné zobrazení abstraktních pojmů či idejí pomocí obrazových prostředků, nejčastěji zosobnění – personifikací, symbolů. Dva typa alegorií:
1. typ alegorie (čistá), která používá výhradně dvě a více personifikací, příklad: Čas odkrývá Pravdu, Mír objímá Spravedlnost.
2. typ alegorie (kombinovaná), která spojuje personifikace s historickými, biblickými a jinými postavami (např. světci), příklad: Medicejský cyklus P. P. Rubense.

### Symbol
Symbol (z řečtiny symbolon – něco spojujícího) ve výtvarném umění předmět (v širším smyslu), rostlina, zvíře nebo znak (číslo, písmeno, gesto ruky etc.), které v určitém kontextu mají hlubší význam. Tematice symbolu a alegorie ve středověku se věnuje vedle jiných autorů také Umberto Eco (Eco Umberto: Umění a krása ve středověké estetice, Argo Praha 1998)

### Emblém
Emblém (z řečtiny znamení) je výtvarně-literární umělecká forma, která spojením slova a obrazu vytváří uzavřený alegorický celek. Emblém se skládá z obrazu (ikon, pictura, imago), krátkého výstižného nápisu (lemma, motto, inscriptio, sentencia) a obsáhlejší výkladu prózou nebo veršem (epigram, subscriptio), který interpretuje znázorněný výjev a motto.
Úkolem (záměrem) těchto tří součástí emblému je podat určitou abstraktní (moralistně či didaktickou) ideu nebo pojem, příp. nějakou obecněji platnou myšlenek.

## Ikonografie v jiných oblastech
Ikonografie je často zájmem i jiných akademických disciplín, zejména populární kultury, ale i sémiotiky, antropologie, sociologie, mediálních studií a kulturálních studií. Tyto analýzy pak mají vliv na tradiční dějiny umění, a to zejména z oblasti sémiotických pojmů. Ikonografická diskuze nad snímky znamená v těchto disciplínách hlavně kritické čtení, které se zaměřuje na zkoumání sociálních a kulturních hodnot v obrazech. Ikonografie je také využívána ve filmových studií k popisu vizuálního jazyka kinematografie, hlavně v oblasti žánru kritiky.